# هيرمان بي. غوبل
هيرمان بي. غوبل هو محامي وقاضي وسياسي أمريكي، ولد في 5 أبريل 1853 في سينسيناتي في الولايات المتحدة، وتوفي بنفس المكان في 4 مايو 1930. نشط حزبياً في الحزب الجمهوري. وقد انتخب عضو مجلس نواب أوهايو ‏ وانتخب عضو مجلس النواب الأمريكي ‏.